# Crnogorski aikido savez
Crnogorski aikido savez (CAS), nacionalna zajednica aikidoka u Crnoj Gori. 
Sjedište Crnogorskog aikido saveza je u Podgorici.

## Povijest
Crnogorski aikido savez okuplja vježbače borilačke vještine aikido. Osnovan je 2007. godine u Podgorici i službeni je predstavnik Aikikai škole za Crnu Goru. Prvi dojo u Crnoj Gori AK "Podgorica" osnovan je u Podgorici 1995. godine. Crnogorski aikido savez je postao član Europske aikido federacije (EAF), 2007. godine. Također je bio domaćin Generalne skupštine Europske aikido federacije, koja je održana u Podgorici u svibnju 2012. godine.

## Članice
- Aikido klub Podgorica
- Aikido klub Budućnost Podgorica
- Aikido klub Kotor
- Aikido klub Akademija Podgorica
- Aikido klub Tivat

## Vanjske poveznice
- Crnogorski aikido savez